# Colombia Colly
Colombia Colly è un album Roots reggae del cantante e disc jockey giamaicano Jah Lion (AKA Jah Lloyd), pubblicato in Gran Bretagna dalla Island Records e in Giamaica dalla Upsetter Records nel 1976. Nel 2004 è uscito anche su CD con una traccia in più.

## Tracce

### LP

#### Lato A
1. Wisdom
2. Dread Ina Jamdong
3. Hay Fever
4. Flashing Whip
5. Colombia Colly

#### Lato B
1. Fat Man
2. Bad Luck Natty
3. Black Lion
4. Little Sally Dater
5. Sata

### CD
1. Wisdom
2. Dread Ina Jamdong
3. Hay Fever
4. Flashing Whip
5. Colombia Colly
6. Fat Man
7. Bad Luck Natty
8. Black Lion
9. Little Sally Dater
10. Sata
11. Soldier and Police War

## Studi di registrazione
Registrato e mixato al Black Ark studio.